# Julius Hemphill/Diskografie

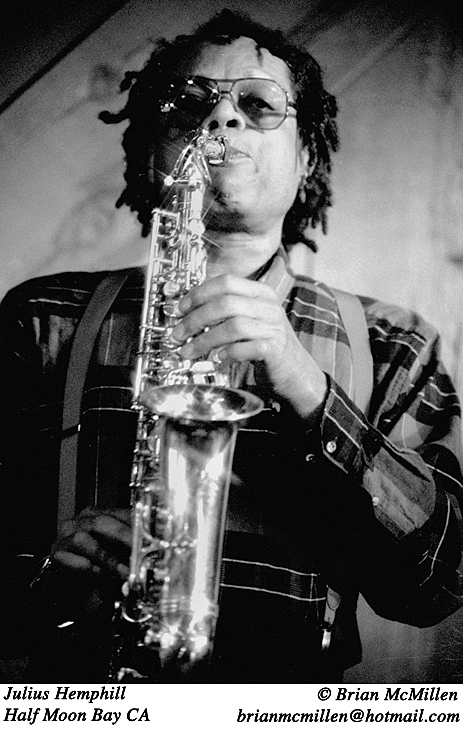
Julius Hemphill (1988)

Diese Diskografie ist eine Übersicht über die veröffentlichten Tonträger des Jazzmusikers und Komponisten Julius Hemphill. Sie umfasst seine Alben unter eigenem Namen, die er von 1972 bis 1993 einspielte (Abschnitt 1), posthume Veröffentlichungen der Musik Julius Hemphills (Abschnitt 2), seine Mitwirkung bei kollaborativen Bandprojekten (Abschnitt 3), Aufnahmen Hemphills auf Kompilationen (Abschnitt 4) und seine Mitwirkungen als Solist bei weiteren Produktionen (Abschnitt 5). Nach Angaben des Diskografen Tom Lord war er zwischen 1970 und 1995 an 45 Aufnahmesessions beteiligt.

## Alben unter eigenem Namen
Dieser Abschnitt listet die zu Lebzeiten entstandenen LPs und CDs von Julius Hemphill chronologisch nach Aufnahmejahr.
| Album                             | Musiklabel       | Aufnahme | VÖ    | Anmerkungen |
| --------------------------------- | ---------------- | -------- | ----- | --- |
| Dogon A.D.                        | Mbari            | 1972     | 1972  | mit Bakida Yasseen (tp) (alias Baikida Carroll), Abdul Wadud, Phillip Wilson |
| ’Coon Bid’ness                    | Arista           | 1972–75  | 1975  | mit Baikida Carroll, Hamiet Bluiett, Abdul Wadud, Phillip Wilson (1972) bzw. Arthur Blythe, Hamiet Bluiett, Abdul Wadud, Barry Altschul, Daniel Ben Zebulon (1975)                                                                        |
| Live in New York                  | Red              | 1976     | 1978  | Duo Julius Hamphill/Abul Wadud |
| Blue Boyé                         | Mbari            | 1976     | 1977  | solo |
| One Atmosphere                    | Tzadik           | 1976–92  | 2003  | Julius Hemphill Big Band, mit Robert DeBellis, J. D. Parran, Marty Ehrlich, Oliver Lake, Sam Furnace, Aaron Stewart, Tim Berne |
| Roi Boyé and the Gotham Minstrels | Sackville        | 1977     | 1978? | solo |
| Raw Materials and Residuals       | Black Saint      | 1978     | 1978  | Julius Hemphill mit Abdul Wadud und Don Moye |
| Flat-out Jump Suite               | Black Saint      | 1980     | 1980  | Julius Hemphill Quartet mit Olu Dara, Abdul Wadud, Warren Smith |
| Georgia Blue                      | minor music      | 1984     | 1984  | Julius Hemphill and the JAH Band, mit Nels Cline, Steuart Liebig, Alex Cline, Jumma Santos |
| Live at Kassiopeia                | NoBusiness       | 1987     | 2011  | Julius Hemphill, Peter Kowald |
| Julius Hemphill Big Band          | Electra/Musician | 1988     | 1988  | David Hines, Rasul Siddik, Frank Lacy, David Taylor, Vincent Chancey, John Clark, Marty Ehrlich, John Purcell, John Stubblefield, J. D. Parran, Bill Frisell, Jack Wilkins (g), Jerome Harris (b), Ronnie Burrage, Gordon Gottlieb (perc) |
| Fat Man and the Hard Blues        | Black Saint      | 1991     | 1992  | Julius Hemphill, Marty Ehrlich, Carl Grubbs, James Carter, Andrew White, Sam Furnace |
| Live from the New Music Cafe      | Music & Arts     | 1991     | 1992  | Julius Hemphil Trio mit Abdul Wadud and Joe Bonadio |
| Oakland Duets                     | Music & Arts     | 1992     | 1993  | Julius Hemphill & Abdul Wadud |
| Five Chord Stud                   | Black Saint      | 1993     | 1993  | The Julius Hemphill Sextet, mit Tim Berne, Marty Ehrlich, Sam Furnace, James Carter, Andrew White, Fred Ho, Julius Hemphill (cond, comp)                                                                                                  |

## Posthume Veröffentlichungen von Alben Julius Hemphills
Dieser Abschnitt listet die posthum veröffentlichten Alben mit Musik von Julius Hemphill chronologisch nach Aufnahmejahr.
| Album                                       | Musiklabel | Aufnahme  | VÖ   | Anmerkungen |
| ------------------------------------------- | ---------- | --------- | ---- | --- |
| Live at Kassiopeia                          | NoBusiness | 1987      | 2011 | Solos und Duos mit Peter Kowald; live aus dem Club Kassiopeia, Wuppertal |
| At Dr. King’s Table                         | New World  | 1997      | 1998 | The Julius Hemphill Sextet, mit Marty Ehrlich, Sam Furnace, Andy Laster, Gene Ghee, Andrew White (ts), Alex Harding (bar) Julius Hemphill (comp) |
| The Hard Blues: Live in Lisbon              | Clean Feed | 2003      | 2004 | The Julius Hemphill Sextet, Livemitschnitt vom Festival Jazz Em Agosto 2003, mit Sam Furnace, Marty Ehrlich, Andrew White, Aaron Stewart, Andy Laster, Alex Harding |
| The Boyé Multi-National Crusade for Harmony | New World  | 1977–2007 | 2021 | Die 7-CD-Box mit bisher unveröffentlichter Hemphill-Musik beinhaltet Live-Auftritte verschiedener Ensembles Hemphills sowie eine einstündige Reihe von Duos mit Abdul Wadud. Die dritte CD mit seiner Gruppe, der Janus Company (mit Baikida Carroll und Alex Cline), enthält eine alternative Aufnahme von „Dogon A.D.“. Eine weitere CD zeigt eher seine kompositorische und arrangierende Arbeit; ds enthält „Pergament“, ein Stück, das für seine langjährige Partnerin, die Pianistin Ursula Oppens, geschrieben und aufgeführt wurde, sowie drei Arrangements von Charles-Mingus-Kompositionen für Streichquartett. Eine weitere CD konzentriert sich auf seine Zusammenarbeit mit Dichtern; Zwei mehrteilige Werke, "Unfiltered Dreams" und "Soweto 1976", finden Hemphill als Begleiter der Dichter K. Curtis Lyle und Malinké Elliott. |

## Kollaborative Bandprojekte
Dieser Abschnitt listet die Mitwirkung Hemphill an kollaborativen Bandprojekten, wie dem World Saxophone Quartet.
| Album                                        | Musiker                                          | Musiklabel       | rec   | Anmerkungen |
| -------------------------------------------- | ------------------------------------------------ | ---------------- | ----- | --- |
| Father of Origin                             | Aboriginal Music Society                         | Eremite          | ≈1970 | Julius Hemphill, Abdul Wadud, Rod Hicks, Juma Sultan, Philip Wilson, Charles Bobo Shaw, Ali Abuwi (auf der CD; auf der 2xLP auch Frank Lowe und Gene Dinwiddie) |
| The Collected Poem for Blind Lemon Jefferson | K Curtis Lyle, Julius Hemphill, Malinke Kenyatta | Mbari            | 1971  | K Curtis Lyle (vcl), Julius Hemphill, Malinka Kenyatta (alias Malinka Elliott)                                                                                  |
| Point of No Return                           | World Saxophone Quartet                          | Moers Music      | 1978  | Hemphill, Oliver Lake, David Murray, Hamiet Bluiett |
| Buster Bee                                   | Oliver Lake/Julius Hemphill                      | Sackville        | 1978  | |
| Steppin’ with the World Saxophone Quartet    | World Saxophone Quartet                          | Black Saint      | 1978  | Julius Hemphill, Oliver Lake, David Murray, Hamiet Bluiett |
| W.S.Q.                                       | World Saxophone Quartet                          | Black Saint      | 1980  | Julius Hemphill, Oliver Lake, David Murray, Hamiet Bluiett |
| Chile in New York                            | Julius Hemphill/Warren Smith                     | Black Saint      | 1980  | ed. 1998 |
| Revue                                        | World Saxophone Quartet                          | Black Saint      | 1980  | Julius Hemphill, Oliver Lake, David Murray, Hamiet Bluiett |
| Live in Zurich                               | World Saxophone Quartet                          | Black Saint      | 1981  | Julius Hemphill, Oliver Lake, David Murray, Hamiet Bluiett |
| Live at Brooklyn Academy of Music            | World Saxophone Quartet                          | Black Saint      | 1985  | Julius Hemphill, Oliver Lake, David Murray, Hamiet Bluiett |
| Plays Duke Ellington                         | World Saxophone Quartet                          | Nonesuch         | 1986  | Julius Hemphill, Oliver Lake, David Murray, Hamiet Bluiett |
| Dances and Ballads                           | World Saxophone Quartet                          | Nonesuch         | 1987  | Julius Hemphill, Oliver Lake, David Murray, Hamiet Bluiett |
| Rhythm and Blues                             | World Saxophone Quartet                          | Elektra/Musician | 1988  | Julius Hemphill, Oliver Lake, David Murray, Hamiet Bluiett |

## Kompilationen
Dieser Abschnitt dokumentiert Aufnahmen von Julius Hemphill, die auf Kompilationen erschienen sind.
| Album                                         | Musiklabel | rec  | VÖ   | Anmerkungen                                                                                       |
| --------------------------------------------- | ---------- | ---- | ---- | ------------------------------------------------------------------------------------------------- |
| Wildflowers – The New York Jazz Loft Sessions | Douglas    | 1976 | 1977 | Julius Hemphill Quintet mit Abdul Wadud, Bern Nix, Phillip Wilson, Famoudou Don Moye in „Pensive“ |

## Alben als Solist bei weiteren Produktionen
| Album                                                           | Künstler                                    | Musiklabel              | rec     | Anmerkungen |
| --------------------------------------------------------------- | ------------------------------------------- | ----------------------- | ------- | --- |
| Streets of St. Louis                                            | Charles Bobo Shaw & The Human Arts Ensemble | Moers Music             | 1974    | Mit Lester Bowie, Joseph Bowie, Julius Hemphill, Hamiet Bluiett, Abdul Wadud, Dominique Gaumont |
| Fast Last                                                       | Lester Bowie                                | Muse                    | 1974    | mit Joseph Bowie, Bob Stewart, Julius Hemphill, John Stubblefield, John Hicks, Cecil McBee, Phillip Wilson |
| New York, Fall 1974                                             | Anthony Braxton                             | Arista                  | 1974    | Hemphill ist zu hören in „Composition 37“, mit Anthony Braxton, Oliver Lake, Hamiet Bluiett |
| Concere Ntasiah                                                 | Charles Bobo Shaw & The Human Arts Ensemble | Universal Justice       | 1976    | mit Joseph Bowie, Julius Hemphill, Nyomo Mantuilla, Abdul Wadud, Alex Blake, Charles Bobo Shaw |
| frequency Equilibrium Koan                                      | Michael Gregory Jackson                     | Golden Records/Bandcamp | 1977    | mit Abdul Wadud, Pheeroan akLaff |
| Ram’s Run                                                       | Kalaparusha Maurice McIntyre Quartet        | Cadence                 | 1981    | mit Malachi Thompson, Julius Hemphill, J.R. Mitchell |
| Show Stopper                                                    | Jamaaladeen Tacuma                          | Gramavision             | 1982–83 | Hemphill ist zu hören in „Show Stopper“ (mit Olu Dara, Cornell Rochester, Barbara Walker) |
| Shadows and Reflections                                         | The Baikida Carroll Quintet                 | Soul Note               | 1982    | Baikida Carroll, Julius Hemphill, Anthony Davis, Dave Holland, Pheeroan akLaff |
| Jungle Cowboy                                                   | Jean-Paul Bourelly                          | JMT                     | 1986    | Julius Hemphill ist zu hören in „Drifter“, „Jungle Cowboy“ und „Mother Earth“ (mit Carl Bourelly, Freddie Cash, Kelvyn Bell, Kevin "K-Dog" Johnson, Andrew Cyrille, Greg Carmouche, Alyson Williams)                              |
| Beyond Benghazi                                                 | Paul Cram Orchestra                         | Apparition              | 1987    | |
| Before We Were Born                                             | Bill Frisell                                | Electra/Musician        | 1988    | mit Hank Roberts, Kermit Driscoll, Joey Baron, Billy Drewes, Doug Wieselman |
| At the Moment of Impact                                         | Allen Lowe                                  | Fairhaven               | 1990    | mit Don Byron, Jay Gitlin (accor), Jeff Fuller (b), Ray Kaczynski |
| Dreamland                                                       | Jazz Composers Alliance Orchestra           | Cadence Jazz            | 1990    | Hemphill ist zu hören in „Monk“, u. a. mit Dave Ballou, Ken Schaphorst, Curtis Hasselbring, Josh Roseman, Allan Chase, Chris Cheek, Russ Gershon, Charlie Kohlhase, John Medeski, George Schuller, Darrell Katz (cond, arr, comp) |
| Duos America                                                    | Peter Kowald                                | FMP                     | 1990    | Hemphill ist zu hören im Duo mit Kowald in „Balancea and Cloves“ |
| New Tango ’92 – After Astor Piazzolla (Or, The Second Assassin) | Allen Lowe                                  | Fairhaven               | 1992    | Allen Lowe & Orchestra X, mit Doc Cheatham, Robert Rumbolz (tp), John Rapson, Julius Hemphill, Paul Austerlitz (cl, b-cl), Jeff Fuller (b), Ray Kaczynski (dr)                                                                    |